# Średnia winsorowska
Średnia winsorowska, często błędnie nazywana średnią windsorską, jest jedną ze średnich, statystyczną miarą tendencji centralnej zbliżoną do zwykłej średniej arytmetycznej lub mediany, a najbardziej podobną do średniej ucinanej. Oblicza się ją tak samo jak średnią arytmetyczną, zastąpiwszy uprzednio odpowiednio wybrane skrajne obserwacje (z góry określoną liczbę najmniejszych i największych wartości w próbie) wartością maksymalną i minimalną z pozostałej części.
Procedura ta nazywana bywa winsoryzacją (ang. winsorizing). Nazwa ta (i nazwa średniej) pochodzą od nazwiska statystyka Charlesa Winsora (1895–1951).
Zazwyczaj zastępuje się w ten sposób 10 do 25 procent zakresu z obu końców rozkładu. W przypadku gdy współczynnik ten wynosi 0 procent, średnia winsorowska sprowadza się do średniej arytmetycznej, gdy zastępowane są wszystkie obserwacje z wyjątkiem jednej lub dwóch, sprowadza się do mediany.

## Przykład
Weźmy próbkę 10 liczb, uporządkowanych od najmniejszej do największej: x1, ..., x10. W celu obliczenia 10–procentowej średniej winsorowskiej zastępujemy 10% próbek z każdego końca (czyli po jednej) najbliższą wartością spośród pozostałych i obliczamy:
{\displaystyle {\frac {\overbrace {x_{2}+x_{2}} +x_{3}+x_{4}+x_{5}+x_{6}+x_{7}+x_{8}+\overbrace {x_{9}+x_{9}} }{10}}.}

## Zalety
Średnia winsorowska jest bardziej od zwykłej średniej arytmetycznej odporna na elementy odstające i bardziej odporna od mediany na asymetryczny rozkład zmiennej. 

## Wady
Średnia winsorowska jest mniej od mediany odporna na elementy odstające i mniej odporna od średniej arytmetycznej na asymetryczny rozkład zmiennej. 
Średnia winsorowska jest przykładem odpornego estymatora (robust) średniej arytmetycznej w populacji. Przy rozkładach asymetrycznych nie jest to jednak estymator nieobciążony.
Dodatkową wadą, w porównaniu ze średnią ucinaną, jest duża waga z jaką do błędu estymacji wchodzą błędy dwóch obserwacji, których wartościami zastępowane są elementy odstające.